# Dzhezkazgan
Dzhezkazgan (cazaque:Жезқазған - russo: Джезказган) é uma cidade da província de Kragandi, no Cazaquistão.
A cidade tem uma população de cerca de 90 mil pessoas (Censo 1999) e sua área urbana inclui a vizinha cidade mineira de Satpayev, compondo uma população total de 148.700 habitantes. Os habitantes são formados de 55% de cazaques, 30% de russos e pequenas minorias de ucranianos, alemães, chechenos e coreanos.

## Dados

### Geografia
Dzhezkazgan situa-se no coração doplanalto cazaque, longe de um grande rio e no centro do país. Suas condições climáticas continentais são extremas, oscilando entre 24 °C no verão a -16 °C no inverno.

### História
A cidade foi criada em 1938 em conexão com a exploração dos ricos depósitos decobre locais. Em 1973, um grande complexo metalúrgico e de mineração foi construído ao sudeste dela, para refinar o minério que era transportado a outros locais para processamento; outros metais processados no local são o ouro, manganês e ferro.
Durante a era da União Soviética, Dzhezkazgan abrigou um gulag, um campo de trabalho chamado Kengri, que é citado por Aleksandr Solzhenitsyn em seu best-seller Arquipélago Gulag.
A cidade fica a 400 km a sudoeste do Cosmódromo de Baikonur, o centro de lançamento espacial da Rússia e, por tradição, cadacosmonauta que retorna do espaço se dirige à cidade para plantar uma árvore em homenagem a seu regresso a salvo.

### Indústria
A cidade é a base da sede do conglomerado Kazakhmys, dedicado à exploração do cobre e é o maior empregador dos habitantes locais. A companhia tem filiais em outras cidades da Rússia, na China e na Grã-Bretanha, tendo ações negociadas na Bolsa de Valores de Londres.